# رایخنباخ (هورنبرگ)
رایخنباخ (به آلمانی: Reichenbach) یک منطقهٔ مسکونی در آلمان است که در هورنبرگ (شوارتسوالد) واقع شده‌است.